# 伦敦桥行动

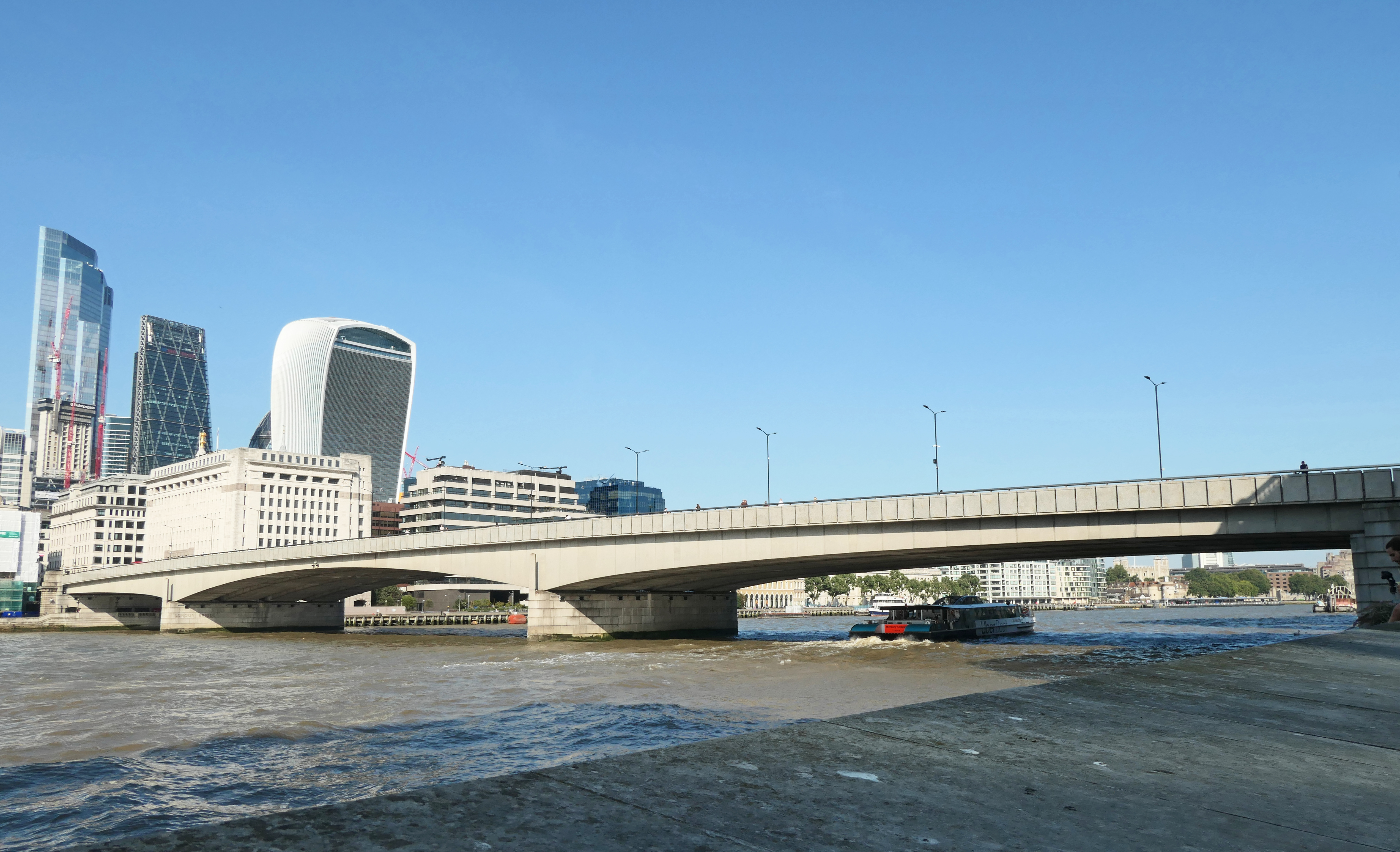
伦敦桥，与该计划同名。

伦敦桥行动（英語：Operation London Bridge）是英国女王伊丽莎白二世去世后進行的相关後事之名称，也以其代号“倫敦橋塌了”（London Bridge is down）而闻名。该计划最初于20世纪60年代制定，此后每年更新若干次。它涉及政府部门、英格兰教会、伦敦警察厅、英国军队、媒体和伦敦御苑的规划。与该计划有关的一些关键决定是女王生前自己做出的，而另一些决定就由她的继任者（即英王查爾斯三世）在她去世后做出。
“伦敦桥塌了”一词预计将用于向首相和关键人员宣布女王去世，从而启动该计划。伦敦桥行动旨在与其他几项计划同时进行，包括“独角兽行动”（Operation Unicorn）和“春潮行动”（Operation Spring Tide），分别指她在苏格兰去世的计划以及查爾斯三世国王即位的计划。几个英联邦国家在伦敦桥行动的同时制定了自己的计划。卫报将这些计划描述为“计划到分钟”，具有“神秘而高度具体”的细节。
2021年9月3日，美国媒体曝光了该计划的详细内容，并且还包括了提及王储登基计划“春潮行动”，威廉王子私人秘书的内阁秘书凯斯（Simon Case）预计在媒体报道后的下周决定是否调查如何被泄露。
2022年9月8日，英国时间晚上6時30分，随英女皇伊丽莎白二世的逝世消息對外宣布，伦敦桥行动正式啟動。

## 背景
当1952年国王乔治六世去世时，重要的政府官员被告知“海德公园角”（Hyde Park Corner）一词。这样做是为了防止白金汉宫电话总机接线员过早得知这一消息。
代号为“泰伊桥行动”的伊莉莎白王太后的葬礼计划排练了22年，并且在1997年被用作戴安娜王妃的葬礼的基础。
其他王室死者的葬礼计划也使用了英国著名桥梁的名字，包括：用于菲利普親王葬礼计划的“福斯橋行動”、以及用于查爾斯三世葬礼计划的“梅奈桥行动”。

## 计划
女王的私人秘书将是第一个接到消息的官员（意即不是女王的亲属或者医疗团队的一员）。私人秘书的第一个行动将是与英国首相联系，公务员将使用安全电话线传达“伦敦桥塌了”的代号短语。位于伦敦某处的英国外交部全球反应中心将把这一消息传达给其他十四个英聯邦王國的政府，以及其他英联邦国家的政府。
媒体将通过一个公告被通知。该公告将通过无线电警报传输系统（RATS）向新闻协会和英国广播公司发布，并通过一个蓝色“讣告灯”网络向商业电台发布，提醒主持人播放“无害音乐”并准备一条新闻快讯；而BBC第二台将暂停当天的节目安排，转而播放BBC第一台的通知。BBC新闻将播放一系列预先录制好的女王肖像，期间当值主持人将穿上专门为此目的准备的暗色服装，为正式宣布死讯做准备。据《衛報》报道，《泰晤士报》已经准备了11天的预先准备好的报道，ITN和天空新闻台早就排练过女王的死亡，只是使用了“罗宾逊夫人”这个名字。
一个仆人会在白金汉宫的大门上钉一张黑边的告示。与此同时，白金汉宫的网站也将展示同样的告示。英国议会将被召回；如果可能的话，会议将在数小时内举行；首相将在英国下议院发表談話。
在死讯宣布之后的日子里，英国皇家鑄幣廠将开始生产印有新君主头像的新硬币，供君主即位后发行。（尽管按照法律，新王在舊王死后便即刻继承王位。）
根据女王死亡地点的不同，移动女王棺材的安排也有所不同。例如，如果女王在溫莎城堡或桑德林漢姆府去世，几天之内就会被开车运到白金汉宫。如果女王在海外去世，将由皇家空军第32中队送往皇家空军诺斯奥尔特基地，然后再开车送往白金汉宫。如果女王在蘇格蘭去世（例如在荷里路德宮或巴爾莫勒爾城堡），灵柩将首先安放在荷里路德宮，然后在爱丁堡圣吉尔斯大教堂举行招待会。随后，棺材将被运往愛丁堡威瓦利站，然后由皇家列車运往伦敦。在任何情况下，棺材都会被送到白金汉宫的王座室。女王去世后四天，它将被移至威斯敏斯特大厅，供公众瞻仰四天。
女王去世九天后，国葬将在西敏寺举行，之后她的遗体将被安葬在温莎城堡圣乔治礼拜堂的國王喬治六世紀念禮拜堂中。

## 并行行动
女王去世和葬礼的计划将与查爾斯三世国王即位的计划同时进行。同时也为女王在苏格兰去世的事件制定了辅助计划。

### 春潮行动
春潮行动是查爾斯三世国王即位的计划，与女王的死亡和葬礼计划同时进行。女王死后一天，登基委员会将在圣詹姆斯宫举行会议，查尔斯王储将被正式宣布为国王。议会将在当晚举行会议，届时国会议员将宣誓效忠查爾斯三世国王并对女王的逝世表示哀悼。大多数议会活动随后将暂停10天。下午3点30分，查爾斯三世国王将接待首相和内阁。女王去世两天后，苏格兰、威尔士和北爱尔兰政府将宣布查爾斯三世国王的任命。

### 独角兽行动
独角兽行动是处理女王于苏格兰去世的计划。有关独角兽行动的详细信息于2019年首次向公众报告，尽管在2017年苏格兰议会的在线文件中已经首次提及代号。
独角兽行动计划将荷里路德宫、圣吉尔斯大教堂和苏格兰议会作为集会的焦点，并在后者的地点向公众开放吊唁书。议会事务将立即暂停至少六天，以便当局为葬礼做准备。2022年9月8日下午2點，伊莉莎白女王於蘇格蘭巴摩拉城堡逝世，独角兽行动被触发。

## 執行
2022年9月8日，白金汉宫称女王的身体状况堪忧，王室成员赶赴女王住所；BBC中断了原本节目并更换黑色台徽，主持人身着全黑西装与黑色领带进行直播。当日下午3點，伊莉莎白女王於蘇格蘭巴摩拉城堡逝世，享耆壽96岁。女王去世後，倫敦橋行動即开始执行。